# 호랑이빵
호랑이빵(네덜란드어: Tijgerbrood 테이헤르브로트[*])은 얼룩무늬가 그려진 빵의 상업적 이름이다. 네덜란드 지방에서 처음 만들어졌으며 미국에서는 샌프란시스코 베이 에어리어에서 특히 유명하다. 네덜란드에서는 대부분의 빵집과 슈퍼마켓에서 이 빵을 쉽게 찾을 수 있다.

## 개요
호랑이빵은 주로 백색 밀가루로 만들어지며 참기름이 곁들여진다. 그 중 참기름은 고소한 맛을 내 주는 역할을 해 준다. 그리고 호랑이빵 특유의 얼룩무늬는 굽기에 앞서 끈적끈적한 쌀 반죽을 빵 윗면에 펴 바르는 과정에서 만들어진다. 쌀 반죽은 굽는 동안 마르고 갈라져서 얼룩무늬를 형성할 것이다. 고소한 맛 역시 쌀 반죽의 영향이 크다. 호랑이빵은 바삭한 껍질을 가졌지만 안쪽은 부드럽다.

## 같이 보기
- 네덜란드 요리
- 미국 요리
- 밀가루
- 빵 목록